# مدیران برتر بین‌المللی در مهندسی
مدیران برتر بین المللی در مهندسی (TIME)، که قبلاً مدیران صنعتی برتر برای اروپا بود، شبکه ای از پنجاه و هفت دانشکده مهندسی ، دانشکده و دانشگاه فنی است. قدیمی‌ترین شبکه اروپایی دانشکده‌های مهندسی در حوزه خود، انجمن TIME تبادلات دانشجوی فارغ‌التحصیل و مدارک مضاعف را در سراسر اروپا و جهان ترویج می‌کند تا دانش‌آموزان را قادر به دستیابی به آموزش مهندسی علمی سطح بالا و گسترده‌تر با تجربه عمیق بین‌فرهنگی کند. 
سالانه صدها دانشجوی فارغ التحصیل در فعالیت های تحرک TIME شرکت می کنند و مدارک مضاعف (در سطوح کارشناسی ارشد و دکترا) را دنبال می کنند. مدرک مضاعف مستلزم آن است که دانشجوی شرکت کننده بیش از سه ترم را در دانشگاه عضو دیگر و حداقل همان مقدار را در دانشگاه محل اقامت خود بگذراند تا دو مدرک کامل به وی اعطا شود.
شبکه TIME عمدتاً شامل دانشکده‌های مهندسی فارغ‌التحصیل و دانشگاه‌های فنی از اروپا می‌شود، اما تعداد فزاینده‌ای از اعضا اکنون از سایر قاره‌ها هستند.

## تاریخ
در سال 1989، شبکه TIME در مدرسه مرکزی پاریس ایجاد شد . هدف اصلی آن هماهنگی با مدرک دوگانه اروپایی و برنامه های تبادل در مهندسی در سطح کارشناسی ارشد بود.
شبکه TIME دارای 16 عضو موسس بود که هر کدام یک موسسه مهندسی پیشرو در کشور مربوطه خود بودند. انجمن TIME به طور رسمی به عنوان یک نهاد غیرانتفاعی تحت قوانین فرانسه در سال 1997 با 29 عضو تشکیل شد. عضویت فعلی 57 موسسه از 23 کشور است.  

## نهادهای عضو
اعضای TIME شامل دانشکده‌ها و دانشکده‌های مهندسی و دانشگاه‌های فنی زیر هستند: 
 استرالیا :
- دانشگاه کوئینزلند (AU-UQ)

 اتریش :
- دانشگاه فنی وین (AT-TUW)

 بلژیک :
- دانشگاه کاتولیک لوون (BE-UCL)
- Université libre de Bruxelles (BE-ULB)
- دانشگاه لیژ (BE-ULG)
- دانشگاه مونس (BE-FPMS)
- دانشگاه وریج بروکسل (BE-VUB)

 برزیل :
- دانشگاه سائو پائولو Escola Politécnica (BR-USP)
- دانشگاه کمپیناس (BR-UNICAMP)

 چین :
- دانشگاه شیان جیائوتنگ (CN-XJTU)
- دانشگاه بیهانگ (CN-BUAA)

 جمهوری چک :
- دانشگاه فنی چک در پراگ (CZ-CVUT)

 دانمارک :
- دانشگاه فنی دانمارک (DK-DTU)

 اسپانیا :
- دانشگاه پلی‌تکنیک مادرید (ES-UPM)
- Universitat Politècnica de València (ES-UPV)
- دانشگاه پاپی کومیلاس - ICAI (ES-UPCo)
- دانشگاه سویا - ETSI (ES-USE)
- دانشگاه پلی‌تکنیک کاتالونیا (ES-UPC)

: فرانسه
- مرکز سوپلک (FR-CS)
- "ایکل سنترال لیل" (FR-ECLi)
- "ایکل سنترال دی لیون" (FR-ECLy)
- "ایکل سنترال دی مارسیل" (FR-ECM)
- "ایکل سنترال دی نانت" (FR-ECN)
- مدرسه ملی پل ها و خیابان ها (FR-ENPC)
- "ایکل نشنل سوپیرینر دی تکنس های پیشرفته" (FR-ENSTA)
- "ایکل نیشنل سوپیرایونتیک و فضا" (FR-Supaero)

 آلمان :
- دانشگاه فنی Rheinisch-Westfälische Hochschule Aachen (DE-RWTH)
- دانشگاه فنی برلین (DE-TUB)
- دانشگاه فنی دارمستاد (DE-TUDa)
- دانشگاه فنی درسدن (DE-TUDr)
- دانشگاه لیبنیز هانور (DE-LUH)
- دانشگاه فنی مونشن (DE-TUM)

 یونان :
- دانشگاه ارسطو تسالونیکی (GR-AUTH)
- پلی تکنیک آتن (GR-NTUA)

 مجارستان :
- دانشگاه فناوری و اقتصاد بوداپست (HU-BME)

 ایتالیا :
- پولیتیک دی میلانو (IT-PoliMi)
- پولیتیک دی تورینو (IT-PoliTo)
- دانشگاه مطالعات پادوا (IT-UniPd)
- دانشگاه مطالعات ترنتو (IT-UniTn)

 ژاپن :
- دانشگاه دوشیشا (JP-DOSHISHA)
- دانشگاه کیو (JP-KEIO)
- دانشگاه توهوکو (JP-TOHOKU)

 نروژ :
- دانشگاه نورژ Teknisk-Naturvitenskapelige Universitet (NO-NTNU)

 لهستان :
- دانشگاه صنعتی Wroclaw (PL-PWR)
- دانشگاه علم و صنعت AGH (PL-AGH)

 پرتغال :
- موسسه برتر فنی - دانشگاه لیسبون (PT-IST)

 روسیه</img> روسیه :
- دانشگاه فنی دولتی باومن مسکو (RU-BMSTU)
- دانشگاه فنی مسکو (MIREA) (RU-MIREA)
- دانشگاه پلی تکنیک تومسک (RU-TPU)
- دانشگاه پلی تکنیک سن پترزبورگ (RU-SPBPU)

 سوئد :
- موسسه فناوری سلطنتی KTH (SE-KTH)
- Lunds Tekniska Högskola (SE-LTH)

 ترکیه :
- دانشگاه فنی استانبول (TR-ITU)

## همچنین ببینید
- مؤسسه ملی فناوری - 31 دانشگاه مهندسی دولتی پیشرو در هند

## لینک های خارجی
- انجمن زمان
- انجمن فارغ التحصیلان TIME